# Pyraser Landbrauerei
La Pyraser Landbrauerei est une brasserie à Pyras, quartier de Thalmässing, dans le Land de Bavière.

## Histoire
Il y avait déjà une brasserie dans la famille Bernreuther. En 1649, Hanns Bernreuther reprend une brasserie à Offenbau. En 1749, Johann Adam Bernreuther achète le domaine "Zum Angerwirt". En 1865, les propriétés forestières de Franconie, dont celle d'Adam Bernreuther, sont gravement endommagées par Lymantria monacha. Le bois endommagé doit être abattu, le prix baisse en raison de l'offre élevée. Face à cette crise, Adam Bernreuther fonde sa propre brasserie en 1870.
À partir de 2000, une large gamme de boissons sans alcool se développe grâce au forage d'un puits d'eau minérale, la source de la forêt de Pyras. En 2017, 190 000 hectolitres de boissons sont produits, dont 40% de bière.
En septembre 2015, la Pyraser Landbrauerei devient membre de l'association Die Freien Brauer.

## Production
La brasserie produit 22 types de bière. Sept bières, la Josephistarckbier, la Weizenbock, la Kirchweihbier, la Burgfestbier, la Hopfenpflücker-Pils, la Christmas-Festbier et la sombre doppelbock Ultra ne sont disponibles qu'en saison. D'autres spécialités de bière à prix élevé sont vendues sous la sous-marque Pyraser Herzblut.
En plus de la bière, de l'eau minérale et des limonades sont vendues sous la marque Pyraser Waldquelle.